# Utzenmühle (Wolframs-Eschenbach)
Utzenmühle (fränkisch: Udsamühl) ist ein Gemeindeteil der Stadt Wolframs-Eschenbach im Landkreis Ansbach (Mittelfranken, Bayern). Utzenmühle liegt in der Gemarkung Reutern.

## Geographie
Die Einöde liegt am hier als Gänsbach bezeichneten Abschnitt des rechten Oberlaufs des Erlbachs. Das Hartbächlein mündet dort als rechter Zufluss in den Gänsbach. 0,75 km südwestlich erhebt sich der Flügelsberg (438 m ü. NHN). Utzenmühle liegt an der Staatsstraße 2220, die nach Wolframs-Eschenbach führt (1,8 km westlich) bzw. am Sallmannshof und der Bölleinsmühle vorbei nach Ismannsdorf (1,8 km östlich).

## Geschichte
Der Ort wurde im Salbuch der Deutschordenskommende Nürnberg von 1343 in der Beschreibung des Amtes Eschenbach als „Bonmul“ erstmals urkundlich erwähnt. Das Bestimmungswort kann der Familienname Bon sein, der für diese Gegend zu dieser Zeit bezeugt ist. Denkbar ist auch, dass das Bestimmungswort das mittelhochdeutsche Wort „bōne“ (= Bohne) ist. Saubohnen wurden zu dieser Zeit auf großen Feldern als Tierfutter angebaut. 1503/05 wurde der Ort als „Schules mül“ erwähnt, 1601 als „Schuelenßmmuhln“. Hier ist das Bestimmungswort wohl der Familienname Schühlein.
Im 16-Punkte-Bericht des Oberamts Windsbach aus dem Jahr 1608 wurde für die „Schillingßmühl“ eine Mannschaft verzeichnet, die dem Stadtvogteiamt Eschenbach unterstand. Das Hochgericht übte das brandenburg-ansbachische Kasten- und Stadtvogteiamt Windsbach aus.
1643 wurde sie als „Vtz oder Schüelenß Mühl“ bezeichnet, 1686 als „Uetznmühl“. Namensgeber dürfte wohl Johann Vetz sein, der 1622 als Müller dieses Anwesens genannt wurde.
Gegen Ende des 18. Jahrhunderts war die Utzenmühle das Haus Nr. 4 des Ortes Sallmannshof. Das Gut hatte wie der ganze Ort das Stadtvogteiamt Eschenbach als Grundherrn. Von 1797 bis 1808 unterstand der Ort dem Justiz- und Kammeramt Windsbach.
Im Rahmen des Gemeindeedikts wurde Utzenmühle dem 1808 gebildeten Steuerdistrikt Sauernheim und der 1810 gegründeten Ruralgemeinde Sauernheim zugeordnet. Mit dem Zweiten Gemeindeedikt (1818) wurde Utzenmühle in die neu gebildete Ruralgemeinde Reutern umgemeindet. Diese wurde am 1. Januar 1972 im Zuge der Gebietsreform in Bayern nach Wolframs-Eschenbach eingemeindet.

### Baudenkmal
- Haus Nr. 4: Ehemalige Wassermühle[13]

### Einwohnerentwicklung
| Jahr      | 001818 | 001840 | 001861 | 001871 | 001885 | 001900 | 001925 | 001950 | 001961 | 001970 | 001987 |
| Einwohner | 7      | 6      | 8      | 12     | 8      | 7      | 7      | 6      | 11     | 10     | 3      |
| Häuser    | 1      | 1      |        |        | 1      | 1      | 1      | 1      | 1      |        | 1      |
| Quelle    | [ 15 ] | [ 16 ] | [ 17 ] | [ 18 ] | [ 19 ] | [ 20 ] | [ 21 ] | [ 22 ] | [ 23 ] | [ 24 ] | [ 1 ]  |

Die Gemeindeteile Utzenmühle, Bölleinsmühle und Sallmannshof haben insgesamt 9 Einwohner (Stand: 1. April 2020).

## Religion
Der Ort ist römisch-katholisch geprägt und bis heute nach Liebfrauenmünster (Wolframs-Eschenbach) gepfarrt. Die Einwohner evangelisch-lutherischer Konfession sind nach St. Margareta (Windsbach) gepfarrt.